# Bakuchiol
Bakuchiol con fórmula química C18H24O, es un meroterpeno (un compuesto químico que tiene una estructura parcial de terpenoides) en la clase terpenophenol. Se encuentra en Psoralea corylifolia y en Otholobium pubescens.
Un estudio en ratas sugiere que los extractos bakuchiol y etanol de la planta medicinal china Psoralea corylifolia podrían proteger contra la pérdida ósea.   Bakuchiol aislado de P. corylifolia ha mostrado actividad frente a numerosos patógenos orales grampositivos y gramnegativos. Fue capaz de inhibir el crecimiento de Streptococcus mutans en virtud de un rango de concentraciones de sacarosa, valores de pH y en presencia de ácidos orgánicos en una manera dependiente de la temperatura y también inhibió el crecimiento de células adheridas a una superficie de vidrio.